# Cele patru coerențe fundamentale
Cele patru coerențe fundamentale, având ca prim vers Deodată, prăbușit de oboseală, respectiv precizarea " Se dedică lui Constantin Chiriță ", este o poezie de Nichita Stănescu din volumul Operele imperfecte, apărut în 1979.